# Ili-Nationalarmee
Ili Jun, die Ili-National-Armee (chinesisch 伊犁军, Pinyin yī lí jūn, Ili National Army) war die Armee der Republik Ostturkestan (ETR).

## Organisation
Sie wurde am 8. April 1945 geschaffen. Elihan Tore war Marschall der INA, bis er von Sowjets in die Sowjetunion entführt und gefangen gehalten wurde. Abdulkerim Abbas diente als politischer Direktor.
Die Armee bestand ursprünglich aus sechs Regimentern: Suidun-Infanterie-Regiment, Ghulja-Regiment, Kensai-Regiment, Ghulja-Reserve-Regiment, Kasachisches Kavallerie-Regiment, Dunganen-Regiment, Artillerie-Subdivision, Xibe-Subdivision, Mongolen-Subdivision. Die beiden letzteren wurden später in Regimenter umgewandelt. Der motorisierte Teil der Armee bestand aus einer Artillerie-Subdivision mit 12 Geschützen, zwei Panzerfahrzeugen und zwei Panzern. Die Regimenter waren vorwiegend mit deutschen Waffen ausgerüstet, die von der Sowjetunion auf Befehl Stalins geliefert wurden.
Es gab eine Generalmobilmachung für alle Ethnien, mit Ausnahme der Chinesen in der Ili-Zone.

## Geschichte
Die Kommandeure wurden in der Sowjetunion ausgebildet. Später kamen noch 42 Kampfflugzeuge hinzu, die in Ghulja auf dem Flugplatz der Kuomintang erbeutet und von sowjetischen Technikern repariert wurden.
Diese Flugzeuge nahmen an den Schlachten zwischen den Rebellen und der Kuomintang um Shihezi und in Jinghe im September 1945 teil.
In dieser Schlacht wurden sowohl die Militärbasen der Kuomintang und die Ölfelder in Dushanzi erobert. Ein weiteres Flugzeug der Kuomintang wurde erbeutet und einige Abteilungen rückten bis zum Fluss Manasi im Norden von Ürümqi vor und in der Stadt entstand Panik. Die staatlichen Büros wurden evakuiert nach Kumul. Eine Offensive auf die Hauptstadt von Xinjiang wurde jedoch aufgrund von Druck aus Moskau auf die Führung der Rebellen abgeblasen, die daraufhin ihr Einverständnis zu Friedensverhandlungen mit der Kuomintang erklärten. Moskau befahl der National Armee das Feuer an allen Grenzen einzustellen. Die ersten Friedensgespräche zwischen den Rebellen und der Kuomintang folgten nach Chiang Kai Sheks Ansprache im Chinesischen Staatlichen Radio, in der er anbot „die Xinjiang-Krise friedlich beizulegen“. Die Friedensgespräche wurden von der Sowjetunion moderiert und begannen am 14. Oktober 1945 in Ürümqi.
Die Nationalarmee verfügte über 25.000 bis 30.000 Soldaten. In Übereinstimmung mit den Friedensabkommen, die mit Chiang Kai-Shek am 6. Juni 1946 unterzeichnet wurden, wurde die Stärke aus 11–12.000 Mann reduziert und auf Militärstützpunkte beschränkt, die nur in den Drei Distrikten (Ili, Tarbaghatai und Altai) lagen. Die Einheiten der Nationalarmee aus dem Süden von Xinjiang wurden genauso abgezogen, wodurch die strategisch wichtige Altstadt von Aksu und die Straße von Ürümqi nach Kaschgar frei wurde. Das gab der Kuomintang die Gelegenheit zwischen 1946 und 1947 70.000 Mann zu schicken und die Rebellion im Pamir zu unterdrücken.

## Auflösung
Am 20. Dezember 1949 verband sich die Ili-Nationalarmee mit der Volksbefreiungsarmee (PLA) als 5. Armee-Korps Xinjiang der PLA. Daraufhin wurde die Armee jedoch umgewandelt und ihre Divisionen wurden in das neugeschaffene Xinjiang Produktions- und Konstruktions-Corps eingegliedert und entwaffnet. Diese nationalen Divisionen wurden bald darauf endgültig zerschlagen und die meisten Funktionäre eingekerkert oder hingerichtet, sofern sie nicht in die UdSSR fliehen konnten.
Im September 1945 hatte die Ili-National-Armee entscheidende Siege über die Verbände der Kuomintang-Truppen in der Dsungarei errungen. Dabei wurden zwei komplette Kuomintang-Divisionen der Nationalrevolutionären Armee (ca. 25.000 Mann) eingeschlossen und völlig aufgerieben. Nur 6.000 Soldaten und Offiziere, sowie sieben Generäle, die sich ergaben, blieben am Leben. Die Schlachten im Gebiet von Usu und Shihezi konnten nur dank dem Heldentum der einheimischen Soldaten und der Erfahrung der Sowjetischen Militärberater, die aktiv in das Geschehen eingriffen, gewonnen werden. Es wurden in der Region erstmals schwere Artillerie und Bombardements aus der Luft eingesetzt, um den strategisch wichtigen und ölreichen Distrikt zu erobern.